# Sitelen pona
 (décembre 2024).

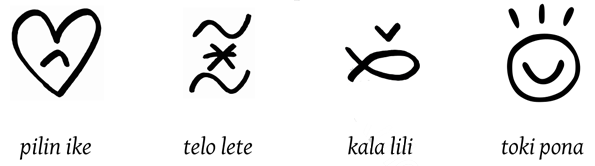
Exemples du système d'écriture sitelen pona avec les mots écrits en alphabet latin.

Le sitelen pona (litt. « écriture bonne/simple », 'sitelen 'pona ) est un système logographique construit utilisé pour le toki pona. Il a été à l'origine conçu autour de 2013 et publié en 2014 par la linguiste canadienne Sonja Lang, la créatrice de la langue.

## Histoire
Le sitelen pona a été conçu par Lang en préparation for la sortie de son livre à venir à propos du toki pona. En 2013, elle a publié une page listant 20 caractères comme extrait du contenu du livre. Le livre, Toki Pona: La langue du bien (en anglais, Toki Pona: The Language of Good), est sorti en 2014, et comprenait la toute première description complète du sitelen pona dans une section dédiée.
En 2024, Lang a publié Le Magicien d'Oz (édition Toki Pona), le premier livre de la série su de livres d'histoires illustrés et destinés aux débutants, dans lesquels tous les textes en toki pona sont écrits en sitelen pona.  C'était le premier livre publié à utiliser du sitelen pona comme système d'écriture primaire. [source insuffisante] 

## Aperçu
Le sitelen pona est généralement écrit de gauche à droite, en lignes allant de haut en bas. En tant que système logographique, chaque mot est écrit avec un seul graphème. Beaucoup des caractères sont dérivés de symboles universels et interlinguistiques comme les pictogrammes, les panneaux routiers, les symboles mathématiques et les émoticônes,. Ils sont décrits comme « pour la plupart faciles à reconnaître, rapides à retenir et assez simples pour que même un enfant puisse les dessiner »,.
Un noyau suivi d'une seule épithète (par exemple, un nom commun suivi par un adjectif) peut se combiner en un caractère en superposant le graphème épithète au dessus du graphème noyau ou en emboîtant le graphème épithète à l'intérieur du graphème noyau s'il y a assez d'espace. Le symbole de la langue  est écrit de cette façon avec le graphème  (pona) emboîté dans le graphème  (toki).

### Noms propres

La phrase « ma Kanata li suli » écrite en sitelen pona. Le nom Kanata est épelé avec les caractères kasi alasa nasin awen telo a.

Les noms propres (grammaticalement adjectifs propres) sont écrits en enfermant plusieurs caractères dans une cartouche en forme de rectangle arrondi. Chaque caractère à l'intérieur représente un phonème (ou, de façon équivalente, une lettre) de son mot. Les caractères utilisés dans un nom peuvent être choisis créativement pour exprimer du sens à propos de ce qu'il désigne.
Dans un système alternatif appelé nasin sitelen kalama, les caractères à l'intérieur d'une cartouche peuvent être suivis par des points médians ou de n'importe quels autres points, où chaque point représente la more suivante du mot.

### Ponctuation
Comme La langue du bien ne présente que la cartouche, la ponctuation du sitelen pona n'est pas normalisée et est donc extrêmement variable. Par conséquent, certains textes n'utilisent aucune ponctuation et s’appuient à la place sur le formatage et le contexte.
La fin d'une phrase est généralement marquée avec un point médian, un point, un saut de ligne ou une grande espace. Les points d'interrogations et les points d'exclamations sont souvent déconseillés en raison de leur ressemblance aux caractères correspondant respectivement aux mots seme () et o ().
Là où les guillemets s'utilisent, ceux de style chinois, japonais et coréen (「…」) et les guillemets doubles (“…” ou "…") sont les plus courants.

## Caractères
L'édition originale en anglais de Toki Pona: La langue du bien (Toki Pona: The Language of Good) introduit 120 caractères, un pour chacun des mots principaux enseignés dans le livre.

a
akesi
ala
alasa
ale / ali
anpa
ante
anu
awen
e
en
esun
ijo
ike
ilo
insa
jaki
jan
jelo
jo
kala
kalama
kama
kasi
ken
kepeken
kili
kiwen
ko
kon
kule
kulupu
kute
la
lape
laso
lawa
len
lete
li
lili
linja
lipu
loje
lon
luka
lukin
lupa
ma
mama
mani
meli
mi
mije
moku
moli
monsi
mu
mun
musi
mute
nanpa
nasa
nasin
nena
ni
nimi
noka
o
olin
ona
open
pakala
pali
palisa
pan
pana
pi
pilin
pimeja
pini
pipi
poka
poki
pona
pu
sama
seli
selo
seme
sewi
sijelo
sike
sin
sina
sinpin
sitelen
sona
soweli
suli
suno
supa
suwi
tan
taso
tawa
telo
tenpo
toki
tomo
tu
unpa
uta
utala
walo
wan
waso
wawa
weka
wile

L'édition en espéranto de 2022 (Tokipono: La lingvo de bono) inclut des écritures alternatives pour trois de ces mots.
- akesi[Notes 1]
- jaki[Notes 2]
- sewi[Notes 3]

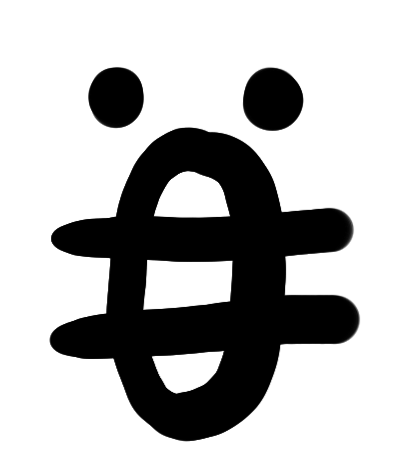
akesi
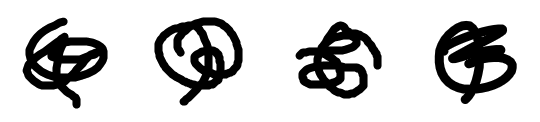
jaki
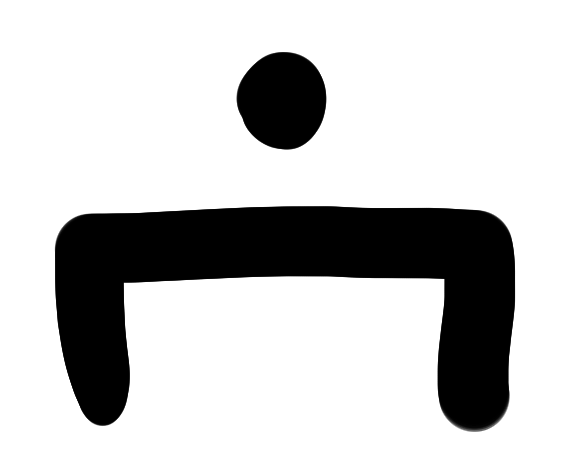
sewi

Cette même édition présente des caractères pour les 17 mots additionnels valorisés comme « essentiels », les nimi ku suli, dans Toki Pona Dictionary. Selon le texte accompagnateur, ces caractères étaient les plus utilisés pour ces mots en 2022 mais il y avait encore des désaccords dans la communauté pratiquant la langue et ils peuvent encore changer selon ses futurs consensus.

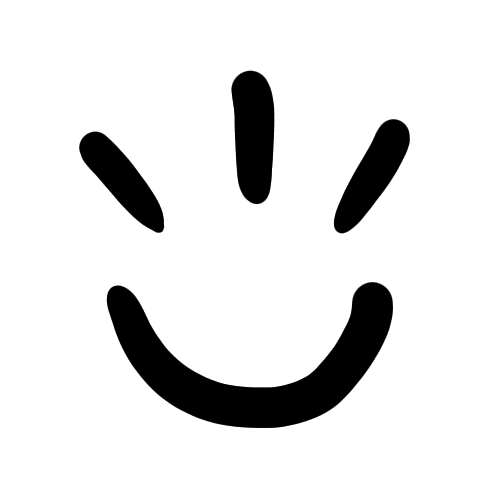
epiku
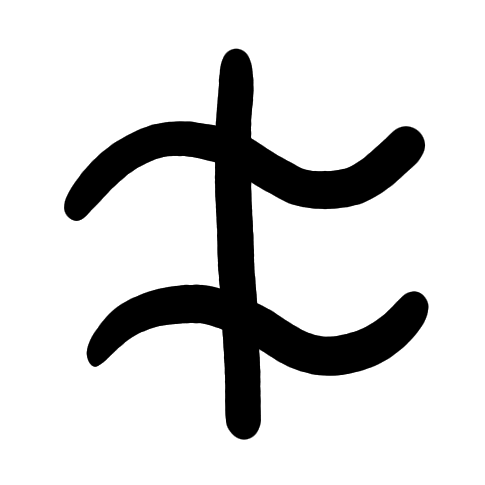
jasima
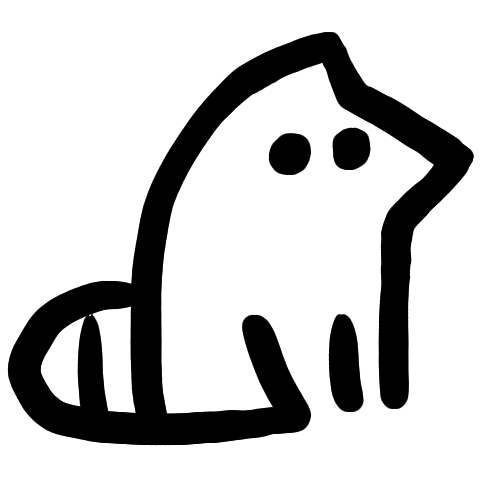
kijetesantakalu
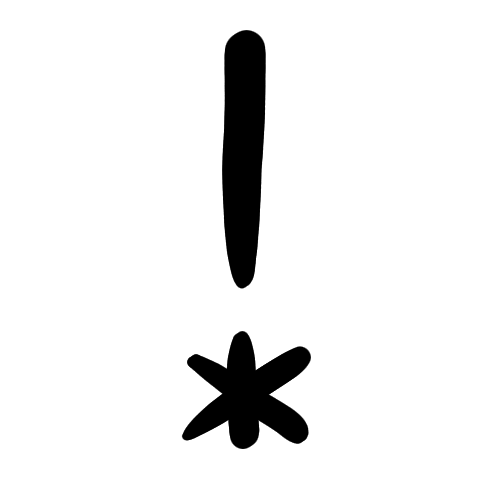
kin
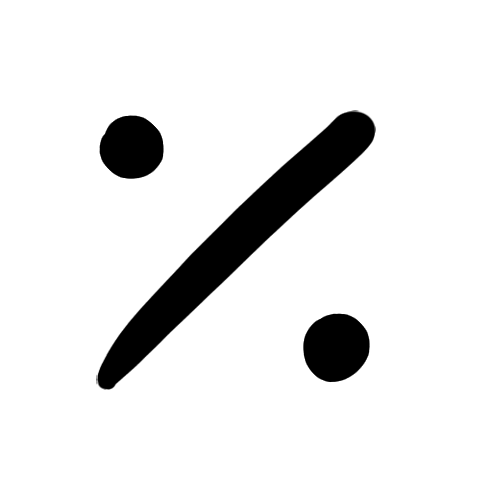
kipisi
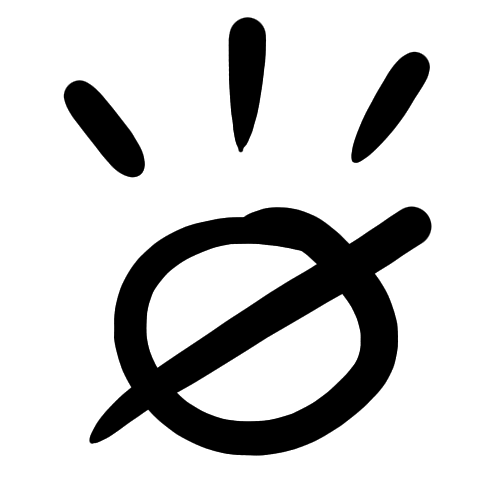
kokosila
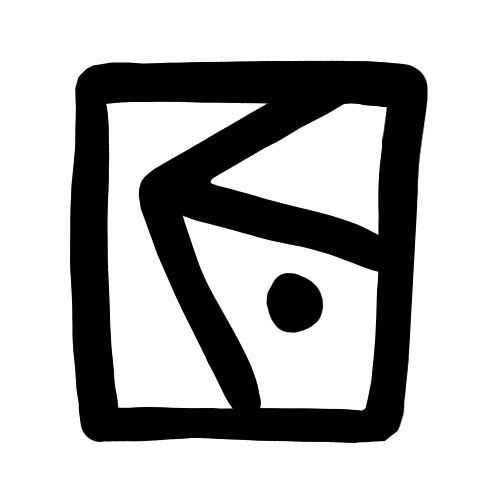
ku
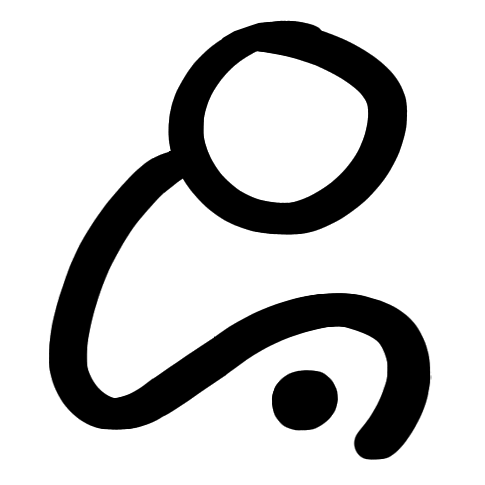
lanpan
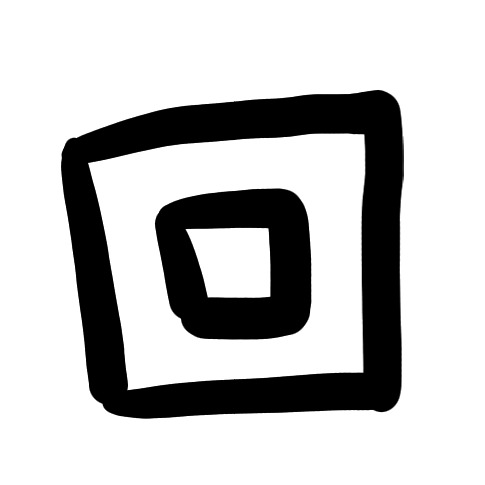
leko
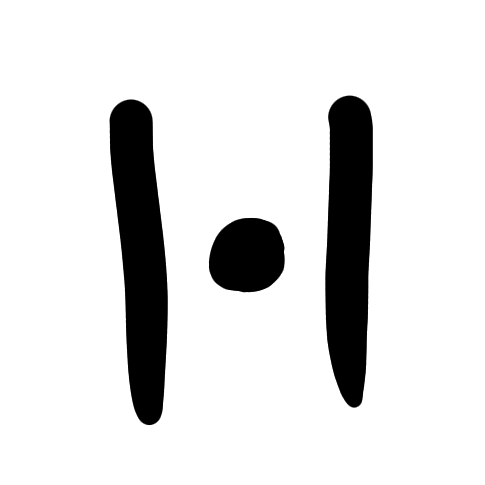
meso
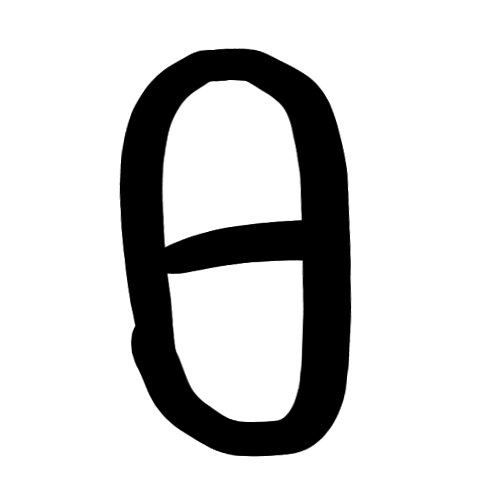
misikeke
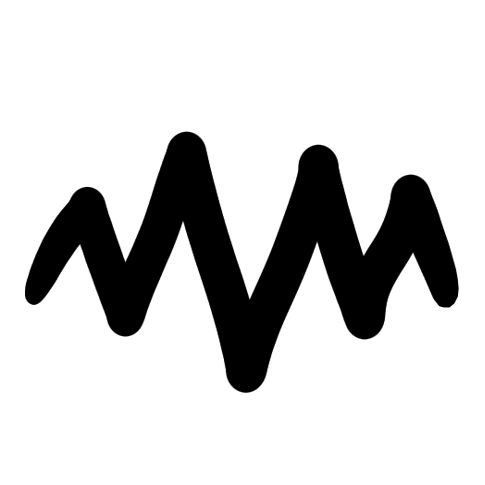
monsuta
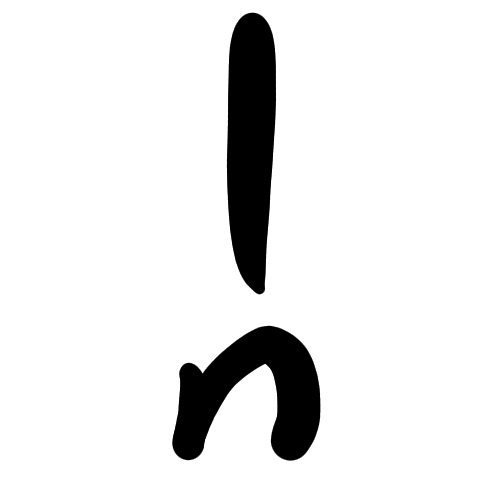
n
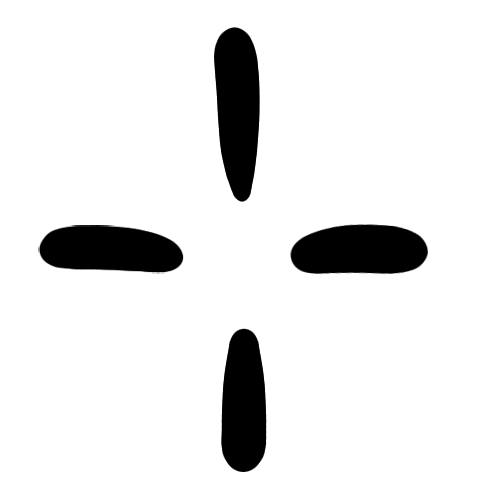
namako[Notes 4]
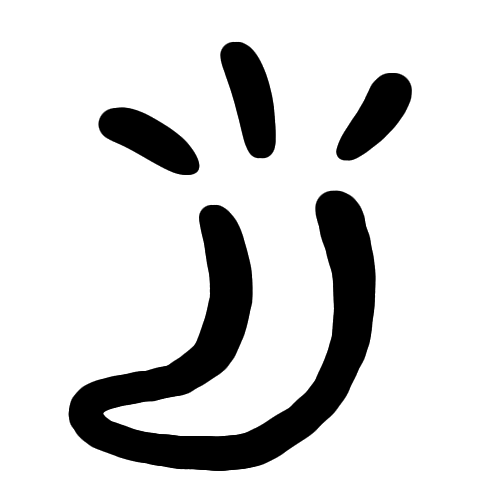
namako[Notes 5]
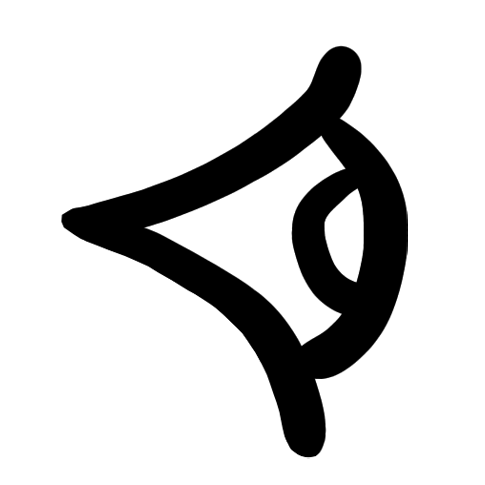
oko
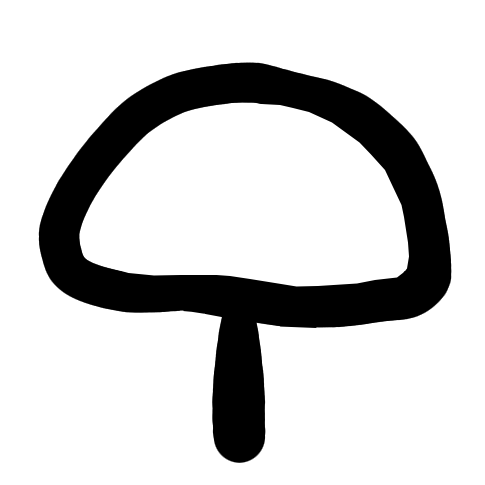
soko
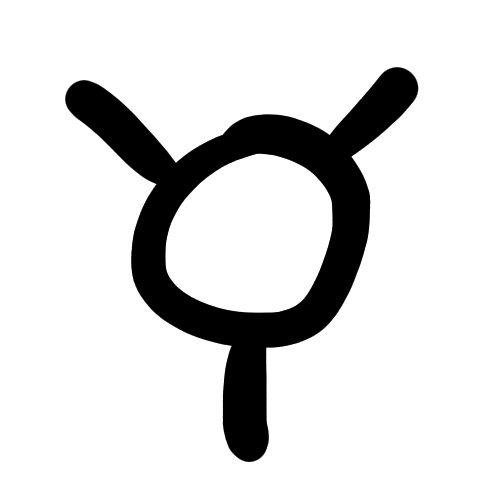
tonsi

## Encodage
En décembre 2024, le sitelen pona n'a pas encore été encodé dans Unicode. Il est inclus dans l'Under-ConScript Unicode Registry depuis 2022, dans la série des points de code à usage privé U+F1900–U+F19FF.